# Trischidocera sauteri
Trischidocera sauteri är en tvåvingeart som beskrevs av Villeneuve 1915. Trischidocera sauteri ingår i släktet Trischidocera och familjen parasitflugor. Inga underarter finns listade i Catalogue of Life.